# Westratia nana
Westratia nana  (лат.) — ископаемый вид перепончатокрылых наездников рода Westratia из семейства Praeaulacidae. Один из древнейших представителей паразитических перепончатокрылых. Обнаружен в меловых ископаемых отпечатках (Koonwarra, Виктория, Австралия, аптский ярус, около 120 млн лет).

## Описание
Мелкие перепончатокрылые наездники (около 3 мм). Сходен с видом Westratia nana Rasnitsyn, 1990. Переднее крыло с основанием жилки RS удалённом от птеростигмы. Задние ноги короткие; базитарзус короче чем остальные 2-5-й членики лапки. Бёдра тонкие, заднее бедро короткое. Среднеспинка гладкая, основание ячейки 1-mcu широкое. Брюшко крупное, удлинённое.
Вид Westratia nana был впервые описан по отпечаткам в 1986 году. Включён в состав отдельного рода Westratia Jell and Duncan, 1986.